# São Jorge da Beira
São Jorge da Beira is een plaats (freguesia) in de Portugese gemeente Covilhã en telt 694 inwoners (2001).